# CODAD

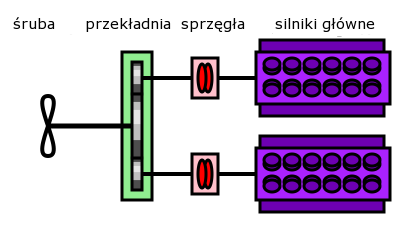
Siłownia okrętowa w układzie CODAD

CODAD (ang. Combined Diesel and Diesel) – rodzaj siłowni statku wodnego, składającej się z pary lub większej liczby silników Diesla, w której część silników pracuje podczas prędkości mniejszej (ekonomicznej), a część jest dodatkowo uruchamiana podczas prędkości większej lub podczas większego obciążenia jednostki.
System stosowany najczęściej w układzie jednej pary silników na każdą linię wału. Silniki mogą, ale nie muszą różnić się mocą. Rozwiązanie to służy oszczędności paliwa podczas prędkości ekonomicznych. Siłownie takie stosowane są zwłaszcza na okrętach wojennych, ale spotykane również na promach np. MF Jan Heweliusz czy jednostce bliźniaczej MF Mikołaj Kopernik (cztery jednakowe silniki pracujące parami na dwóch liniach wałów) oraz większych jednostkach rybackich (układ ojciec-syn z dwoma niejednakowymi silnikami).